# Spermacoce membranacea
Spermacoce membranacea là một loài thực vật có hoa trong họ Thiến thảo. Loài này được R.Br. ex Benth. miêu tả khoa học đầu tiên năm 1867.